# Belize nos Jogos Pan-Americanos
Belize competiu nos jogos pan-americanos desde a quinta edição em 1967. Sua mais recente participação aconteceu no último pan em 2007, no Rio de Janeiro. O país compete com o código de país do COI: BLZ.
O atletas que representaram o país conquistaram um total de duas medalhas nos Jogos Pan-Americanos, ambas de bronze, no torneio feminino de Softbol.

## Participação
| Ano   | Sede             | Gold | Silver | Bronze | Total |
| ----- | ---------------- | ---- | ------ | ------ | ----- |
| 1967  | Winnipeg         | 0    | 0      | 0      | 0     |
| 1971  | Cáli             | 0    | 0      | 0      | 0     |
| 1975  | Cidade do México | 0    | 0      | 0      | 0     |
| 1979  | São João         | 0    | 0      | 1      | 1     |
| 1983  | Caracas          | 0    | 0      | 1      | 1     |
| 1987  | Indianápolis     | 0    | 0      | 0      | 0     |
| 1991  | Havana           | 0    | 0      | 0      | 0     |
| 1995  | Mar do Prata     | 0    | 0      | 0      | 0     |
| 1999  | Winnipeg         | 0    | 0      | 0      | 0     |
| 2003  | Santo Domingo    | 0    | 0      | 0      | 0     |
| 2007  | Rio de Janeiro   | 0    | 0      | 0      | 0     |
| 2011  | Guadalajara      | 0    | 0      | 0      | 0     |
| Total | Total            | 0    | 0      | 2      | 2     |